# 葛罗姆双线䲗
⇄
葛罗姆双线𮬣（学名：Diplogrammus goramensis），是䲗科双线䲗属一种，分布于太平洋海域。本种由荷兰学者彼得·布莱克尔于1858年描述发表。种加词源自本种的模式产地印度尼西亚戈龙群岛。

## 形态特征
体形延长。前鳃盖骨强棘末端向上弯曲，棘腹缘平滑，背缘具4-9个弯曲小棘，强棘基部具1小倒棘。雄鱼第1背鳍第1鳍棘延长。胸鳍近方形。腹鳍喉位，宽大。